# Stony River
Stony River est une census-designated place d'Alaska aux États-Unis dans la Région de recensement de Bethel dont la population était de 54 habitants en 2010.

## Situation - climat
Elle est située sur la rive nord de la rivière Kuskokwim, à 3 km de son confluent avec la rivière Stony, à 298 km au nord-est de Bethel et à 362 km à l'ouest d'Anchorage.
Le village a un climat continental. Les températures vont de 32 °C en été et de −50 °C en hiver.

## Histoire et activités locales
Connu aussi sous le nom de Moose Village ou Moose Creek, l'endroit a d'abord été un comptoir, ainsi qu'un lieu de déchargement des marchandises qui arrivaient par voie fluviale pour ravitailler les prospections minières du nord. Le premier comptoir a ouvert en 1930 et la poste en 1935. Ce n'est toutefois que vers 1960 que les familles s'y installèrent définitivement, avec l'ouverture de l'école.
Les habitants pratiquent une économie de subsistance à base de chasse, de pêche et de cueillette.

## Démographie
| 1970 | 1980 | 1990 | 2000 | 2010 | - |
| ---- | ---- | ---- | ---- | ---- | - |
| 74   | 62   | 51   | 61   | 54   | - |

## Sources et références
- (en) CIS

- (en) Cet article est partiellement ou en totalité issu de l’article de Wikipédia en anglais intitulé « Stony River, Alaska » (voir la liste des auteurs).

1. ↑  « Statistiques des États-Unis (Alaska) - Profils des communautés de 2010 » (consulté en octobre 2020)